# Белеста (Источни Пиринеји)
Белеста (фр. Bélesta) насеље је и општина у јужној Француској у региону Лангдок-Русијон, у департману Источни Пиринеји која припада префектури Перпињан.
По подацима из 2011. године у општини је живело 223 становника, а густина насељености је износила 10,87 становника/km². Општина се простире на површини од 20,52 km². Налази се на средњој надморској висини од 380 метара (максималној 561 m, а минималној 122 m).

## Демографија
| 1962. | 1968. | 1975. | 1982. | 1990. | 1999. | 2011. |
| ----- | ----- | ----- | ----- | ----- | ----- | ----- |
| 306   | 312   | 262   | 247   | 223   | 215   | 223   |

График промене броја становника у току последњих година